# Comunicación óptica por el espacio libre

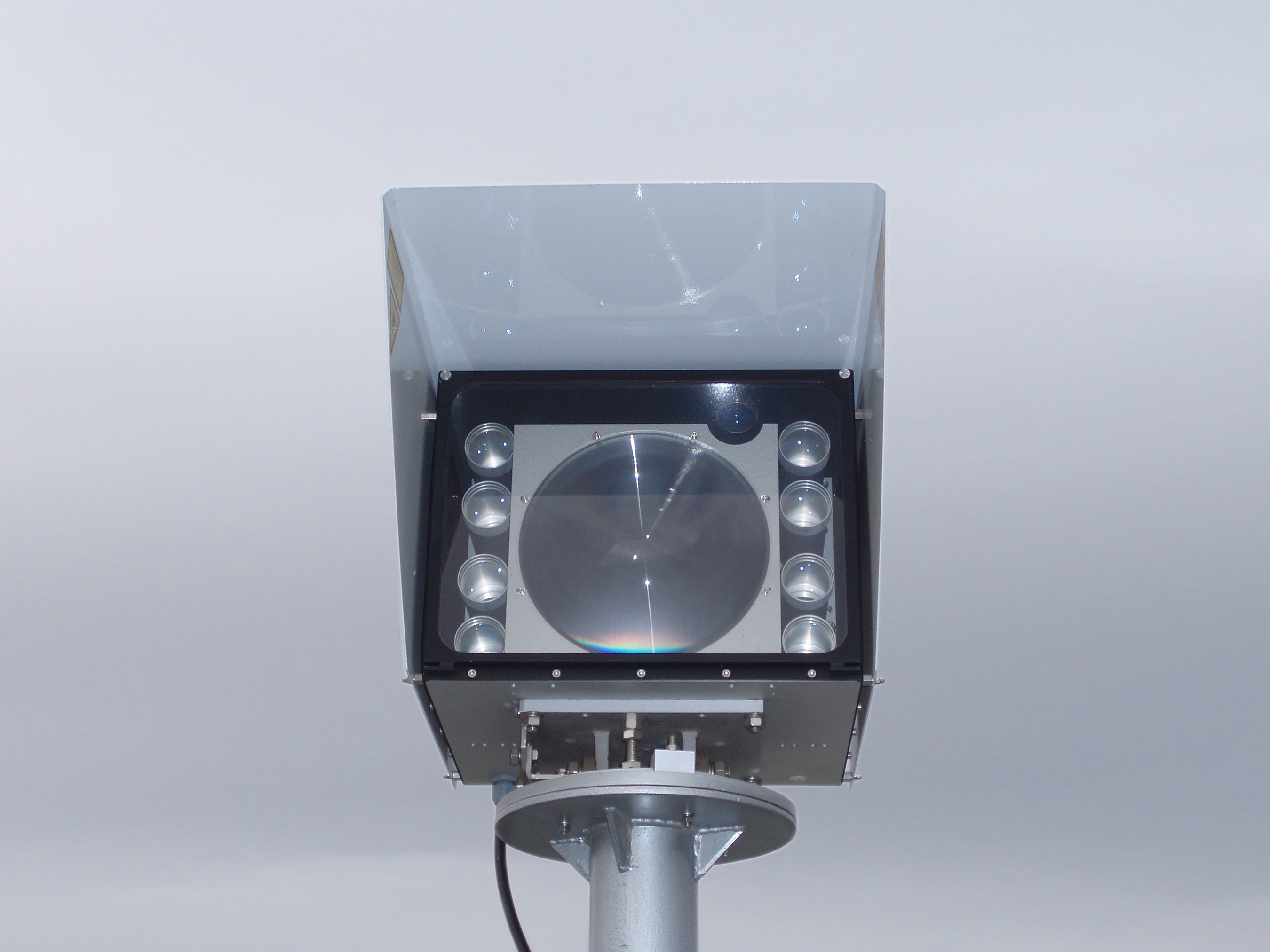
Un láser 8-beam para enlaces ópticos de espacio libre, marcando 1 Gbit/s a una distancia de aproximadamente 2 km. El receptor es el largo disco del centro, los transmisores son los discos más pequeños. A los lados de arriba y a la derecha tiene un monocular que ayuda a alinear los dos cabezales.

En telecomunicaciones, la óptica de espacio libre (FSO, siglas en inglés de free-space optical), es una tecnología de comunicación óptica que utiliza la propagación de la luz (visible o infrarroja) en la atmósfera para transmitir información entre dos puntos. Al igual que las redes de fibra óptica, esta tecnología utiliza un diodo emisor de luz o un láser como fuente de transmisión, aunque no necesita que el haz de luz sea guiado a través de cables ópticos. Para su recepción, estos haces de luz operan en la parte de terahertz del espectro. Para recibir la señal, los haces de luz se centran en un lente de recepción conectada a un receptor de alta sensibilidad a través de un cable de fibra óptica.

## Historia
Las comunicaciones ópticas, de varias formas, han sido usadas por cientos de años. Desde los antiguos griegos que pulían sus escudos para enviar señales durante la batalla a los modernos semáforos y el telégrafo inalámbrico solar, también llamado heliógrafo que transmiten señales en código para comunicarse.
En 1880 Alexander Graham Bell y su asistente, Sarah Orr crearon el fotófono, considerado por los laboratorios Bell, su invento más importante. El dispositivo permitía la transmisión de sonido sobre un haz de luz. El 3 de junio de 1880, Bell realizó la primera transmisión de telefonía inalámbrica entre dos edificios cercanos.
La invención del láser en la década de 1960 revolucionó las comunicaciones ópticas en el espacio libre. Las organizaciones militares estaban particularmente interesadas y se impulsó su desarrollo. Sin embargo, la tecnología perdió impulso en el mercado cuando la instalación de redes de fibra óptica para uso civil estaba en su apogeo.

## Usos y tecnología

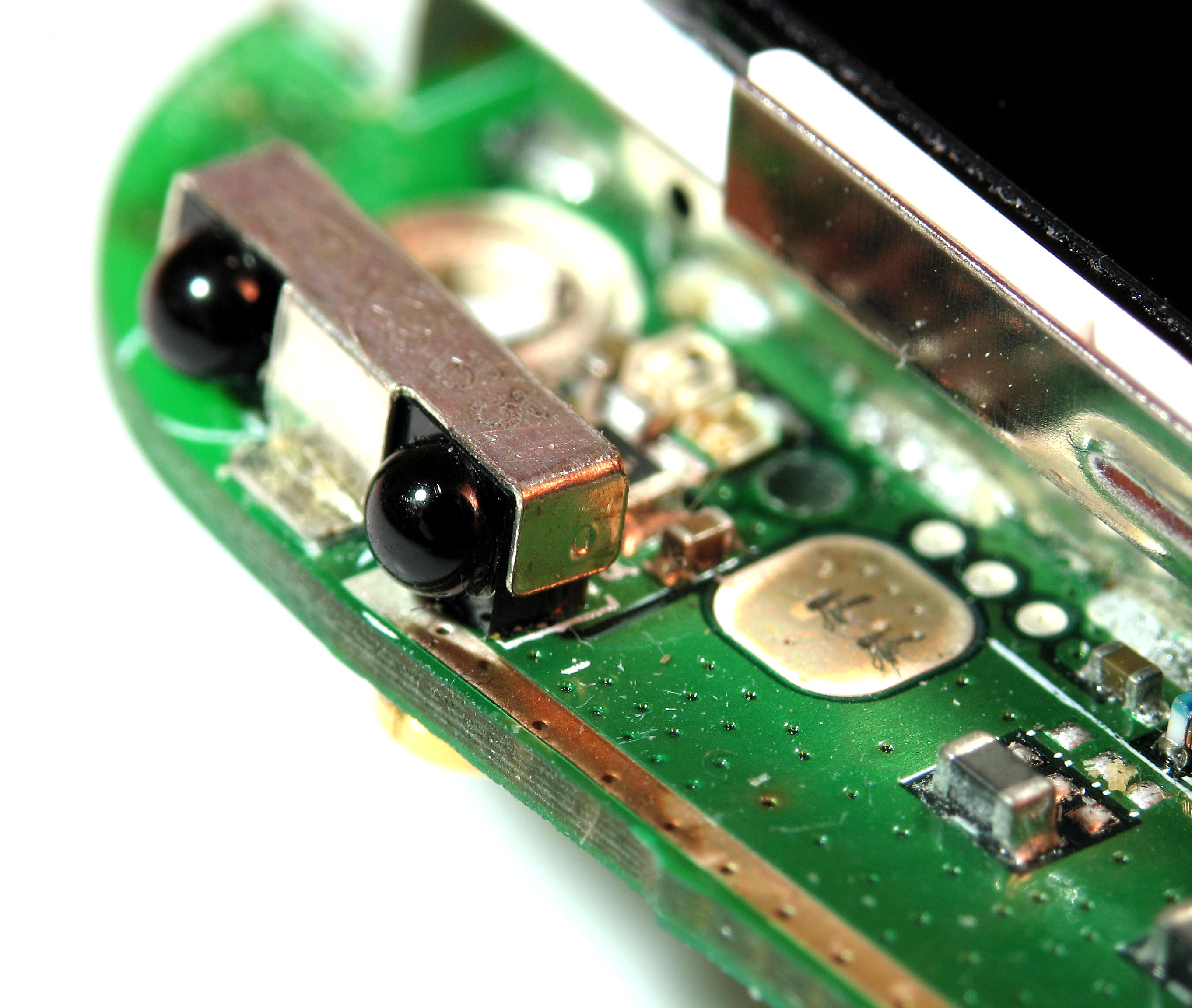
Puerto infrarrojo IrDA de un teléfono celular.

La óptica de espacio libre se utiliza también para permitir las comunicaciones de las naves espaciales. Los enlaces ópticos pueden ser implementados utilizando láseres de luz infrarroja, aunque también para enviar datos a bajas velocidades, y para distancias cortas se utilizan LEDs. El rango máximo de enlaces terrestres es del orden de 2.3 km, pero la estabilidad y la calidad del enlace es altamente dependiente de los factores atmosféricos como lluvia, niebla, polvo y calor. En el espacio exterior, el alcance de las comunicaciones ópticas de espacio libre en la actualidad es del orden de varios miles de kilómetros, pero tiene el potencial de alcanzar distancias interplanetarias de millones de kilómetros, utilizando telescopios ópticos como expansores de haz. La comunicación infrarroja IrDA utilizada por algunos dispositivos como los teléfonos celulares es también una forma muy simple de comunicación óptica de espacio libre.

## Aplicaciones
Típicamente se utiliza para:

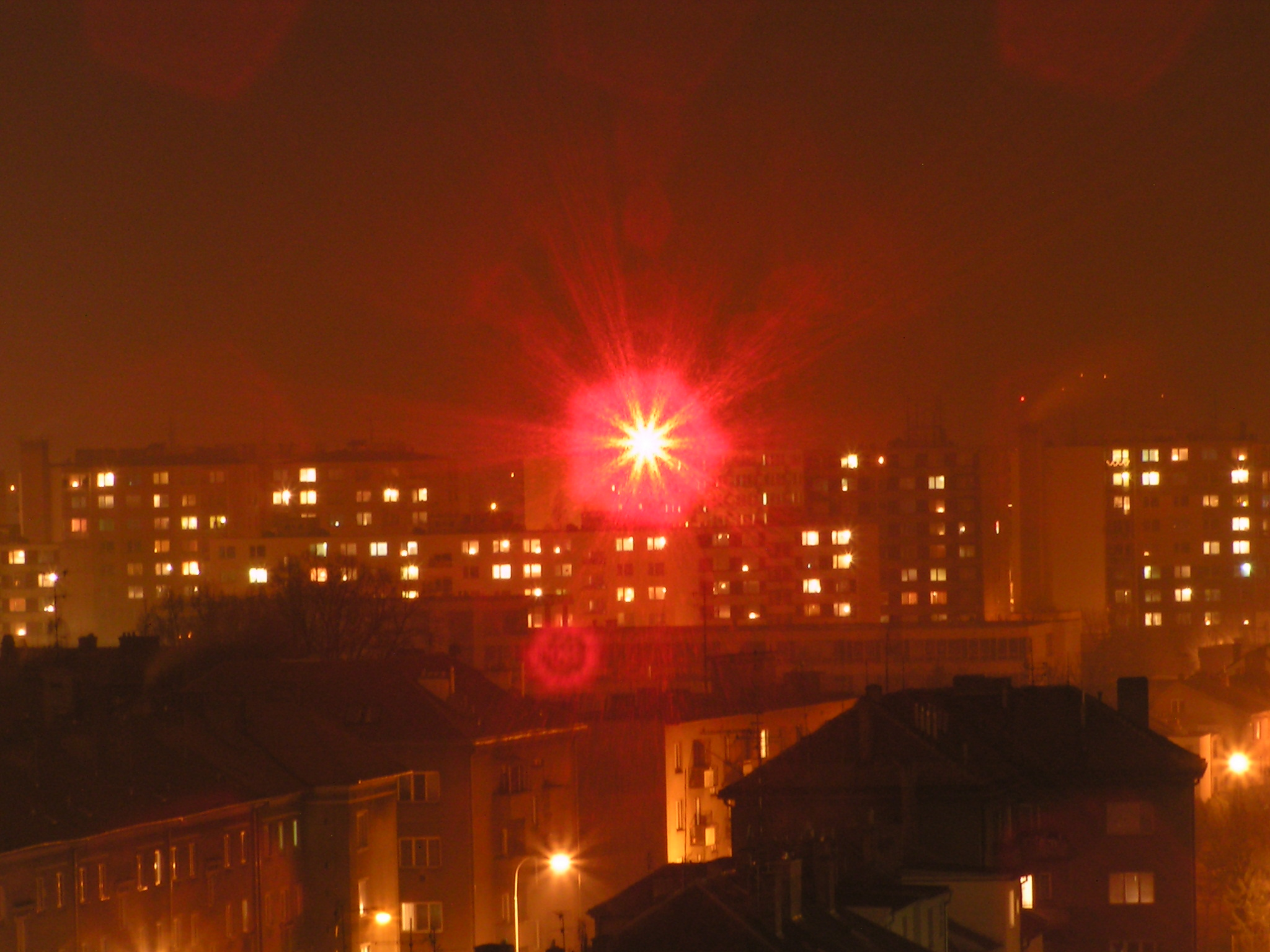
RONJA es una implementación libre de un LEDs. de alta densidad utilizado para las comunicaciones ópticas por el espacio libre.

- Conexiones LAN-to-LAN en Campus con velocidades de Fast Ethernet o Gigabit Ethernet.
- Conexiones LAN-to-LAN en una ciudad. ejemplo, Red de área metropolitana.
- Para cruzar una vía pública u otras barreras imposibles para emisor y receptor.
- Rápido acceso a servicios de banda ancha de alta velocidad en las redes de fibra óptica.
- Conexión Voice-data convergente.
- Instalación de redes Temporales (para eventos o para otros fines).
- Restablecer la conexión de alta velocidad rápidamente (en caso de desastres).
- Como una alternativa o complemento de actualización a las actuales tecnologías inalámbricas.
- Como complemento de seguridad para las importantes conexiones de fibra óptica.
- Para las comunicaciones entre naves espaciales, incluidos los elementos de una constelación de satélites.
- Para comunicaciones inter- e intra[4]-chip.

El rayo de luz puede ser muy delgado, lo que lo hace difícil de interceptar. En cualquier caso, es comparablemente fácil cifrar datos que viajan a través de una conexión FSO, lo que la hace muy segura. FSO provee inmunidad en caso de interferencia electromagnética, ya que utiliza luz en vez de microondas.

## Ventajas
- Fácil instalación.
- Licencia libre de operación.
- Altas tasas de bits.
- Bajas tasas de error a nivel de bits.
- Inmunidad a las interferencias electromagnéticas.
- Operación de dúplex completo.
- Protocolo transparente.
- Muy seguro debido a la alta direccionalidad y bajo espesor del rayo.
- No se necesita de una zona de Fresnel.

## Problemas e inconvenientes
En aplicaciones terrestres, los principales factores que limitan la comunicación son:

### Dispersión
La dispersión es el fenómeno de separación de las ondas de distinta frecuencia al atravesar un material. 

#### Dispersión de Rayleigh
Artículo principal: Dispersión de Rayleigh.
Es la dispersión producida cuando la luz atraviesa partículas mucho menores que la longitud de onda de los fotones del rayo luminoso. Al dispersarse, lo que ocurre es que no llega toda la luz al receptor. Por poner un ejemplo, el esparcimiento de Rayleigh es la principal razón de que el cielo tome colores entre rojos, blanquecinos y azules, dependiendo de la incidencia de la luz solar y las partículas que atraviese. Pero si el tamaño de las partículas es mayor que la longitud de onda, la luz no se separa y todas las longitudes de onda son dispersadas (por ejemplo, las nubes se ven blancas). Por tanto la dispersión de Rayleigh depende del tamaño de las partículas y de la longitud de onda de la luz, lo que da lugar al coeficiente de Rayleigh.
Según la Ley de Rayleigh-Jeans se comprueba que el grado de dispersión es inversamente proporcional a la potencia cuarta de la longitud de onda de la luz, lo que produce que a mayor longitud de onda encontremos menor dispersión, y viceversa.

#### Esparcimiento de Mie

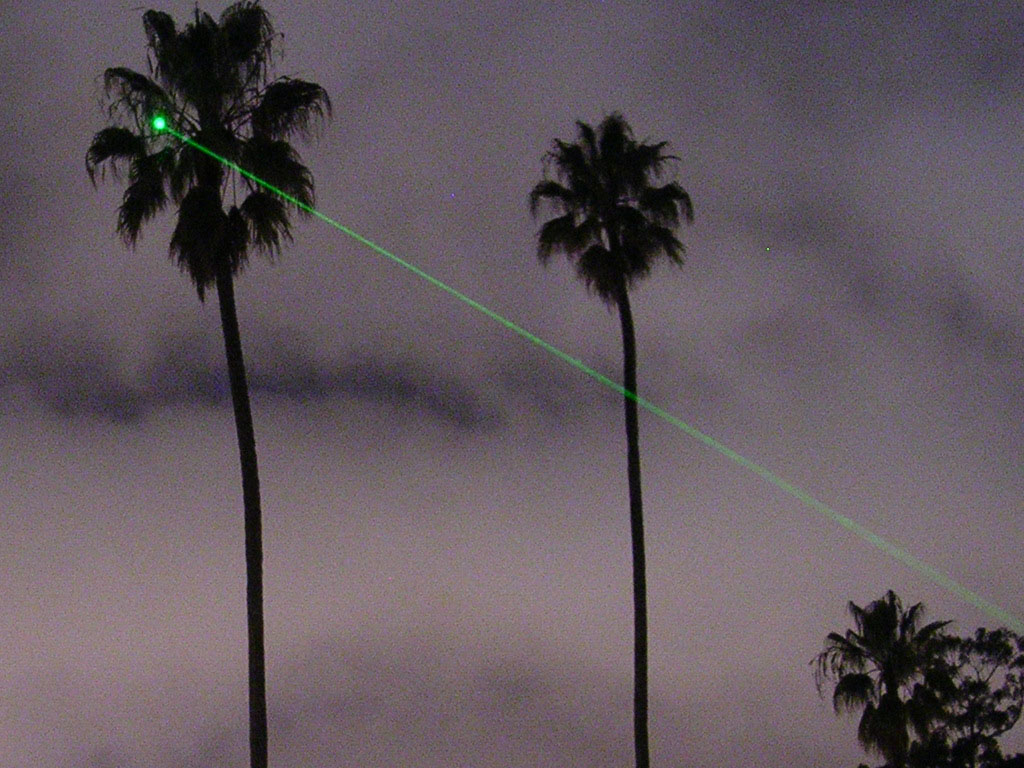
Un puntero láser verde de 5 mW, es visible en la noche por la difusión de Mie y el polvo en el aire.

Artículo principal: Difusión de Mie.
Esta dispersión se da cuando las partículas atravesadas por la luz son mayores que un décimo de la longitud de onda, lo que da lugar a una dispersión en la luz que le impide llegar al receptor. En este caso las partículas atravesadas son mayores que en el esparcimiento de Rayleigh; suele darse en humo, polución atmosférica, aerosoles, niebla, etc. La luz se dispersa en todas las direcciones; por ejemplo, al viajar en automóvil, la niebla hace que la luz de los focos se disperse en todas las direcciones, incluyendo hacia el conductor del vehículo, lo que hace que este se vea deslumbrado por la luz emitida por su propio turismo. Los faros antiniebla, emiten más luz (son más potentes) por tanto tienen más alcance, y como es de suponer, también se dispersa más cantidad de luz en la dirección del conductor, pero al estar situados más abajo que los focos convencionales, este apenas se ve afectado y el efecto produce una mejoría en la visión de la carretera.

### Absorción atmosférica
Las moléculas de aire absorben la luz y provocan atenuación sobre el haz luminoso, por tanto, esto hace que no llegue toda la luz al receptor. La absorción depende de la longitud de onda de la luz (λ), por ejemplo, el ozono absorbe el ultravioleta pero no la luz visible o infrarroja (esta es la causa de que, por el agujero de la capa de ozono, los rayos UVA del sol perjudiquen más al humano). Las longitudes de onda indicadas para que la luz sufra una menor absorción se las llama “ventanas de la atmósfera”; las dos ventanas principales se encuentran, la primera entre 3 y 4μm, y la segunda entre 8 y 12μm.

### Fenómenos meteorológicos

#### Lluvia
La Lluvia tiene principalmente un efecto atenuador sobre la luz (aunque menor que la niebla) debido a que el radio de las gotas de lluvia, es mayor que la longitud de onda. Este problema ocasiona una reducción en la distancia de enlace. Por poner un ejemplo, con una lluvia de 25 mm/h, la señal se atenúa unos 6 dB/km

#### Nieve
Puesto que generalmente las partículas de nieve son mucho mayores que las de lluvia (cristales de hielo), la dispersión no es un gran problema, ya que no es muy relevante, pero sí la atenuación que ronda entre 3 y 30 dB/km. Este fenómeno también influye negativamente reduciendo la distancia de enlace.

#### Niebla
Nos encontramos aquí con un caso que difiere de los anteriores, puesto que dependiendo de la densidad de la niebla, se darán menos problemas por atenuación que por dispersión, ya que el tamaño de las partículas es similar al de la longitud de onda. Como en los dos casos anteriores, en este también se reduce la distancia de enlace en la comunicación óptica. (experimenta atenuación de 10. a ~100 dB/km)
Con estos fenómenos meteorológicos se puede producir una atenuación en la señal de entre 0,06 dB/km en un día muy claro hasta llegar a los 270 dB/km en un día con niebla muy densa.

### Turbulencias y fuentes de calor
Se podría decir que un desierto es el perfecto lugar para establecer un FSO (Free-Space Optics), que es cierto, sin duda, en cuanto a la atenuación de la atmósfera se refiere, pero nos surge un problema: el calor y las altas temperaturas crean turbulencias en el aire, que pueden causar problemas en la transmisión. A medida que la tierra se calienta, lo hace también el aire que la rodea, haciendo una función de calefactor, creando así un rango de diferentes temperaturas en el aire y por consiguiente modificando su densidad; esto que hace que varíe gradualmente el índice de refracción del aire, produciendo una refracción que en condiciones normales de temperatura no se da. Los rayos de luz toman una trayectoria parabólica al atravesar la variación de la densidad de aire, cuya curvatura es proporcional al gradiente de temperatura, lo que da lugar a turbulencias creadas por el cambio de temperatura, y, por consiguiente, la dificultad de que llegue toda la luz transmitida al receptor. Este problema se manifiesta creándose los famosos espejismos, que por este fenómeno se consigue que una superficie cualquiera pueda reflejar imágenes, mientras el observador se encuentre a una distancia específica (un ejemplo de espejismo son los supuestos charcos de agua que se ven a lo lejos en las carreteras los días muy claros y calurosos, que a medida que se acerca el observador desaparecen).

### Otros
- Centelleo (inglés: Scintillation)
- Luces de fondo
- Sombra
- Puntos de estabilidad del viento.
- Polución / smog
- Si el sol esta exactamente detrás del transmisor, puede bloquear la señal.

Estos factores causan una atenuación en la señal recibida y produce un alto ratio de error. Para solucionar estas desventajas, los fabricantes han encontrado algunas soluciones, como las arquitecturas de rayos múltiples (multi-haz), que pueden utilizar más de un dispositivo que envía señales o más de un dispositivo recibidor. Algunos prototipos, también tienen un gran margen de error (extra poder, reservados para lluvias, smog, niebla). 
Para mantener el medio ambiente limpio de contaminaciones desagradables a la vista, los buenos sistemas ópticos FSO, tienen densidad de poder limitada, utilizando láseres de clase 1 o 1M. La atenuación atmosférica y la producida por la niebla, exponenciales en la naturaleza, limitan el rango de los dispositivos FSO a algunos kilómetros. Esto no invalida los sistemas de Free space optical como método de comunicación, pero debe tener en cuenta en el diseño de la red o utilizar sistema de back up.  Sin embargo algunas sistemas FSO, como por ejemplo ECSYSTEM,  utilizan longitudes de onda de 1550 nm y gracias a esto la atenuación en condiciones de la niebla es menor.  El sistema de espacio libre, basado en la longitud de onda de 1550nm, tiene la atenuación menor que FSO, usando la longitud de onda de 850 nm, en condiciones de niebla densa. FSO utilizando el sistema con la longitud de 1550 nm son capaces de transmitir varias veces más potencia que los sistemas con la onda de 850 nm y son al mismo tiempo seguros para el ojo humano  (Láser Clase 1M). Algunos FSO utilizan en adicional a ese control automático de ganancia para regular la potencia de transmisión del láser dependiendo de la calidad del enlace y condiciones de la naturaleza y aumentar fiabilidad de la conexión durante condiciones climáticas adversas.